# William Wordsworth
Pour les articles homonymes, voir Wordsworth.
William Wordsworth, né le 7 avril 1770 à Cockermouth (Cumberland), mort le 23 avril 1850 à Rydal (en), près d'Ambleside (Westmorland), est un poète britannique. Il inaugure, avec Samuel Taylor Coleridge, la période romantique de la littérature anglaise lors de la publication de Lyrical Ballads (1798). Son œuvre maîtresse est Le Prélude, poème autobiographique consacré aux expériences fondatrices de sa jeunesse.

## Biographie
Deuxième d'une famille de cinq enfants, Wordsworth est le fils de John Wordsworth et d'Ann Cookson. Il naît à Cockermouth, dans l'ancien comté du Cumberland, aujourd'hui le comté de Cumbria. Sa sœur est la poètesse Dorothy Wordsworth. Son frère aîné, Richard, fut homme de loi ; le quatrième, John, veut également devenir poète, mais meurt lors d'un naufrage en 1805 ; Christopher Wordsworth, le puîné, devient un savant. Leur père est le représentant légal de James Lowther, premier comte de Lonsdale. À la mort de sa mère en 1778, son père l’envoie à la Hawkshead Grammar School, puis décède en 1783, laissant un maigre héritage à ses descendants.
Wordsworth entre au St John's College de Cambridge en 1787. En 1790, il se rend en France et soutient les républicains de la Révolution française. Il obtient son diplôme l’année suivante, sans mention, puis part pour un tour d’Europe, incluant les Alpes et l’Italie. Il s'éprend d’une Française, Annette Vallon, dont il a une fille, Caroline, née le 15 décembre 1792 à Orléans. La même année, le manque d’argent le contraint à rentrer seul en Grande-Bretagne.
Accusé d’être girondin sous la Terreur, il prend ses distances avec le mouvement républicain français ; de plus, la guerre entre la France et la Grande-Bretagne l’empêche de revoir Annette Vallon et sa fille.
C’est en 1793 qu’il publie ses premiers poèmes, dans les recueils An Evening Walk et Descriptive Sketches. Il reçoit un don de £900 de Raisley Calvert en 1795, ce qui lui permet de continuer à écrire, et de s’installer avec sa sœur à Racedown. Il rencontre Samuel Taylor Coleridge dans le Somerset cette même année. Les deux poètes deviennent vite très amis.

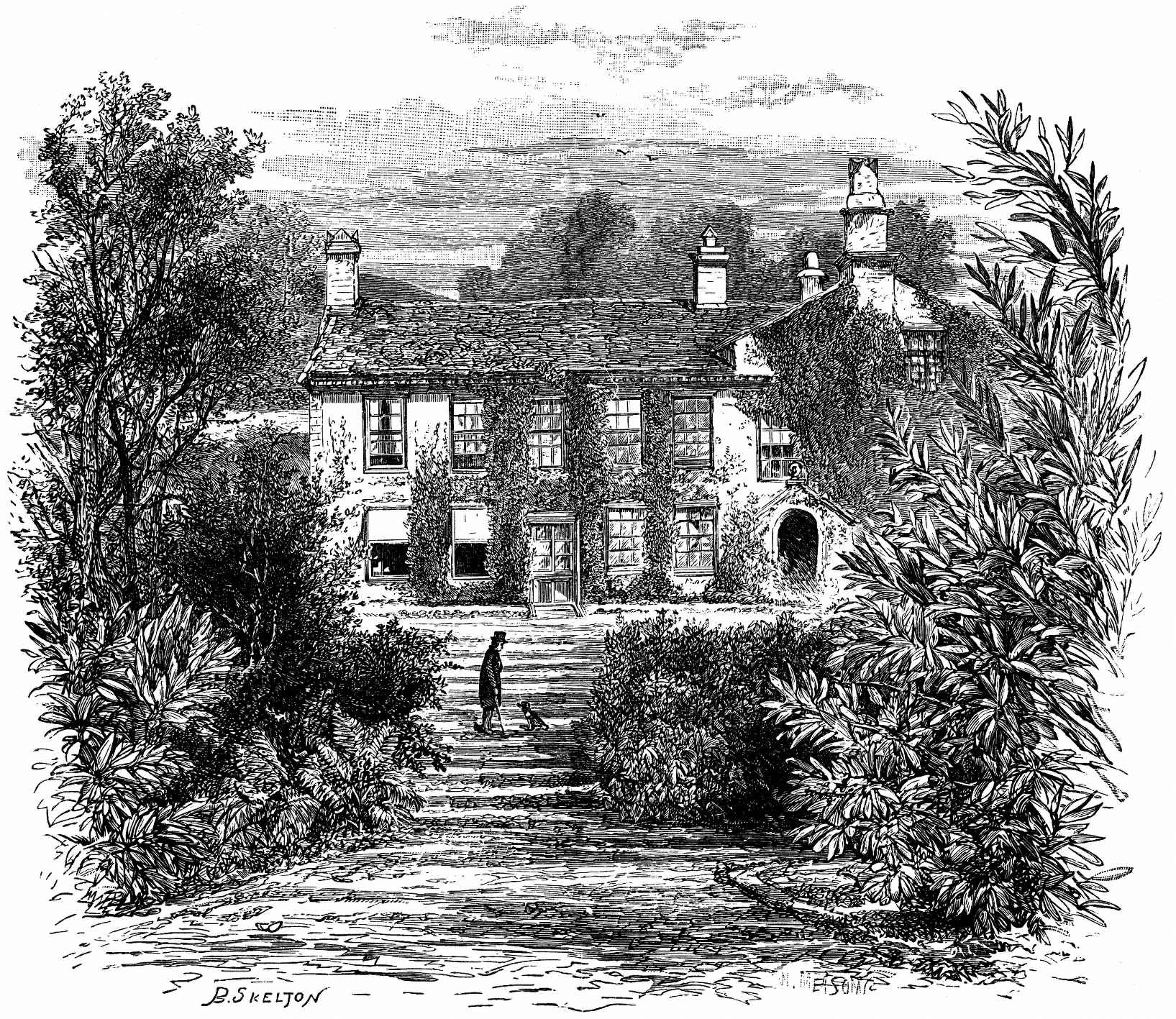
Cottage Rydal Mount, demeure de Wordsworth.

En 1797, Wordsworth et sa sœur Dorothy s'installent à Alfoxton House dans le Somerset, à quelques kilomètres de la maison de Coleridge, à Nether Stowey. L'étroite collaboration entre Wordsworth et Coleridge, ajoutée à l'accueil qu'ils réservent au jeune poète radical John Thelwall, soulève une vague d'inquiétude dans la région. Déjà effrayés à l'idée d'une invasion militaire de la France, les habitants se persuadent que Wordsworth et Coleridge ne sont pas des poètes mais des comploteurs politiques.
Les deux hommes publient Lyrical Ballads (1798), recueil qui s'avère d'une importance capitale pour le mouvement romantique en Grande-Bretagne. Il contient un des poèmes les plus connus de Wordsworth, Tintern Abbey, ainsi que The Rime of The Ancient Mariner (La Ballade du Vieux Marin) de Coleridge.
Wordsworth, Dorothy et Coleridge se rendent ensuite en Allemagne. Durant l’hiver 1798-1799, Wordsworth, installé à Goslar, commence un poème autobiographique, Le Prélude. En rentrant en Angleterre, sa sœur et lui s'installent à Dove Cottage, à Grasmere, dans le « Lake District », non loin de chez Robert Southey. Wordsworth, Southey et Coleridge deviennent alors les « Poètes du Lake » (Lake District Poets).
En 1802, Wordsworth se rend en France avec Dorothy pour revoir Annette et Caroline. Il épouse pourtant son amie d’enfance, Mary Hutchinson. Dorothy n’apprécie pas ce mariage, mais reste vivre avec le couple. L’année suivante, Mary donne naissance au premier de leurs cinq enfants, John.
Lorsque Napoléon devient empereur des Français en 1804, les derniers rêves de libéralisme de Wordsworth s’écroulent et il se décrit alors comme « conservateur ». Il travaille beaucoup cette année-là, ce qui lui permet de terminer The Prelude en 1805, mais il n'a de cesse de l’améliorer, et le recueil ne sera publié qu’à titre posthume. Il sera, cette même année, profondément affecté par le décès de son frère John.
En 1807, ses Poems in Two Volumes sont publiés, incluant Ode: Intimations of Immortality from Recollections of Early Childhood. Pendant quelque temps, Wordsworth et Coleridge sont éloignés l’un de l’autre, en raison de l’addiction de ce dernier à l’opium.
Deux de ses enfants, John et Catherine, meurent en 1812. L’année suivante, il emménage à Rydal Mount, Ambleside, non loin de la propriété de Harriet Martineau, essayiste engagée et militante ; il y passe le restant de ses jours. En 1814, il publie  ce qui est censé être la deuxième partie d’une trilogie, The Excursion. La critique moderne souligne que ses œuvres, plus particulièrement celles qu’il écrit au milieu des années 1810, ont perdu alors en qualité.
Dorothy tombe gravement malade en 1829, et reste invalide. Il reste toujours en contact avec Annette Vallon et Caroline, qu'il visite juste avant son propre mariage, en compagnie de sa sœur. Il est empêché d'assister au mariage de Caroline, du fait des guerres napoléoniennes, mais en 1835 il verse une pension à Annette Vallon et Caroline. Le gouvernement lui accorde une pension civile, d’un montant de 3 000 £ par an en 1842.
Après la mort de Robert Southey en 1843, Wordsworth devient le Poet Laureate. Lorsque sa fille Dora meurt, en 1847, il cesse momentanément d’écrire.
Il meurt en 1850 à Rydal Mount et est enterré dans l'Église St Oswald de Grasmere, au village de Grasmere. Mary publiera son long poème autobiographique, The Prelude, plusieurs mois après sa mort.

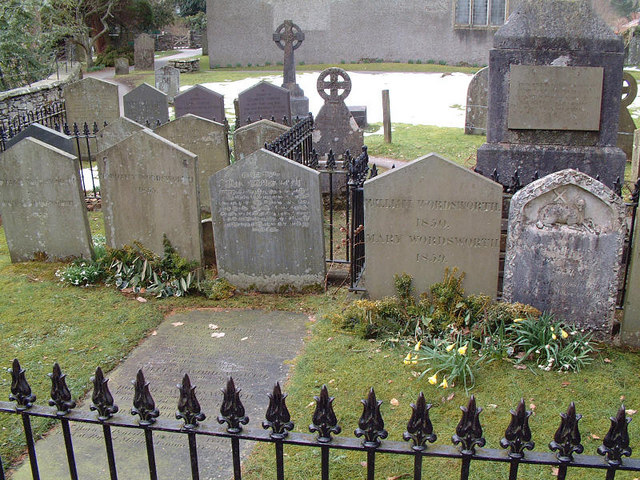
Le carré Wordsworth au cimetière de Grasmere.

La vie de Wordsworth et de Coleridge, et en particulier leur collaboration pour les Lyrical Ballads, sont au cœur du film Pandemonium (2000).
Wordsworth est le fondateur de la Literary Society.

## La doctrine poétique de William Wordsworth

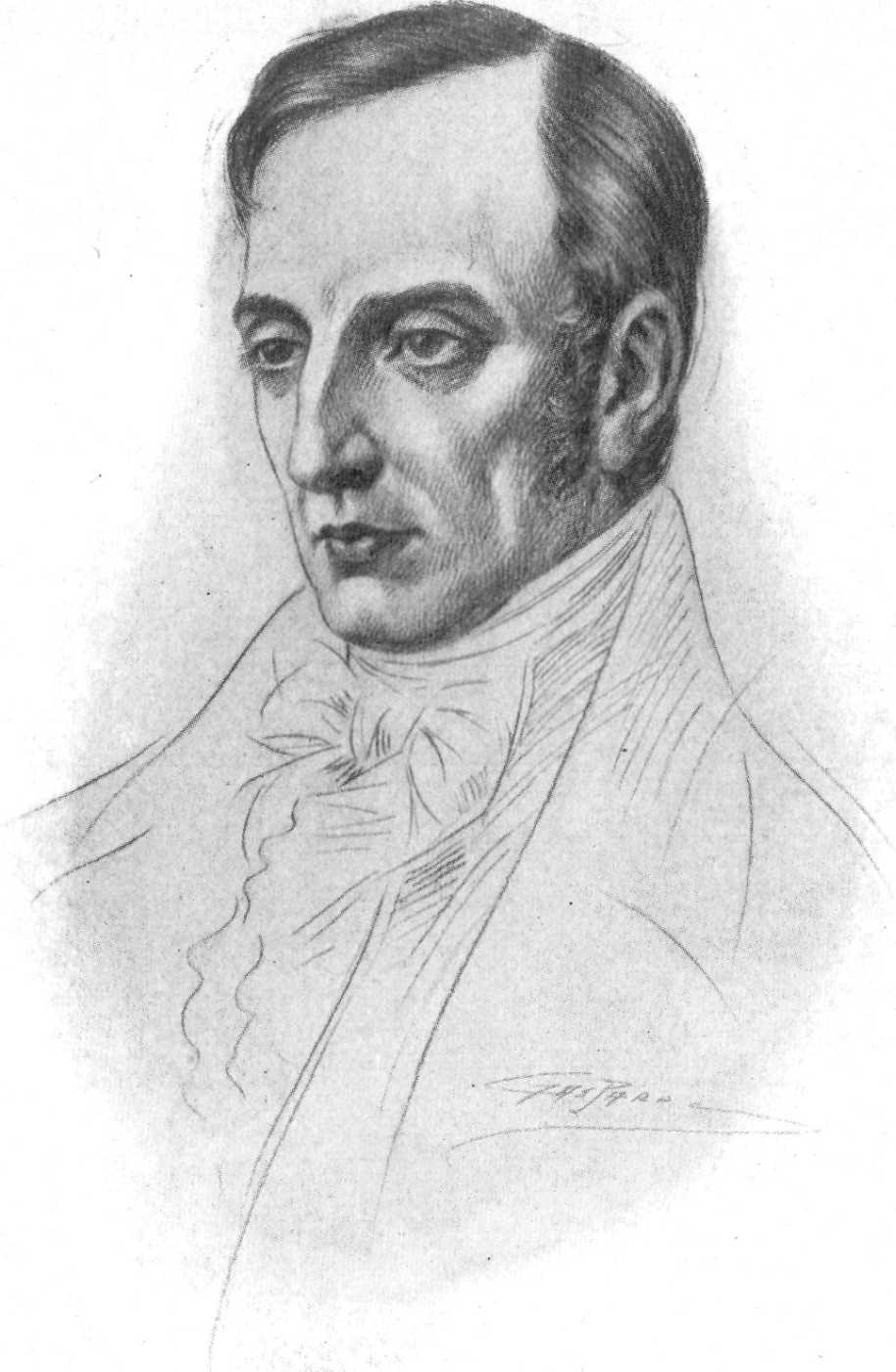
Wordsworth en sa jeune maturité.

Elle est énoncée par Wordsworth dans la préface qu'il a rédigée pour la seconde édition des Lyrical Ballads (« Les Ballades lyriques ») paru en 1801.

### Conception de la poésie
La poésie est un art digne et élevé dans l'ordre de l'esprit : « La poésie est le souffle et l'esprit le plus noble de tout savoir […] Elle est immortelle comme l'est le cœur humain » (« Poetry is the breath and finer spirit of all knowledge […] It is as immortal as the heart of man […] »). Ainsi le poète devient un être d'exception, doué d'une sensibilité hors du commun, d'une puissance d'enthousiasme, d'une tendresse et d'une connaissance de la nature humaine, bref « d'une âme plus apte à saisir les choses qu'il [est] habituel dans le genre humain. » (« more comprehensive soul than [is] supposed to be common among mankind »). Qu'est donc le poète : c'est un homme qui parle aux hommes, qui leur transmet un message.

### Origine de la poésie
La primauté est donnée à la mémoire, source de toute vie poétique. La reviviscence s'accompagne d'une émotion intense envahissant l'être tout entier.
« La poésie naît de l'émotion remémorée dans la quiétude » (« Poetry takes its origin from emotion recollected in tranquility ». puis, « […] la quiétude peu à peu disparaît » (« […] the tranquility gradually disappears »).
Dorothy a, en effet, raconté dans son Journal que son frère ressentait de véritables douleurs, surtout au côté gauche de la poitrine, et sortait de ces transes poétiques affaibli et l'estomac noué de spasmes.

### Nature de la poésie
« Il n’y a de bonne poésie que dans le déferlement spontané des émotions : ceci étant, les poèmes offrant quelque valeur, quel qu’en soit le sujet, ont toujours été écrits par un homme qui, doté d'une nature sensible exceptionnelle, les aura de plus mûrement réfléchis » (« All good poetry is the spontaneous overflow of powerful feeling : and though this be true, poems to which any value can be attached were never produced on any variety of subject but by a man who, being possessed of more than usual with organic sensibility, had also thought long and deeply. »
Cette conception découle de celle exprimée par Emmanuel Kant dans la Critique de la faculté de juger. L'esprit reçoit les impressions des sens, puis organise ces sensations pour tenter de les subsumer sous un concept. Mais il n'existe pas de concept, l'imagination est dite « libre ». L'imagination, comme il s'agit d'un jugement réfléchissant, n'est pas subordonnée à l'entendement. Le plaisir esthétique n'est pas seulement plaisir des sens, il est plaisir issu d'un jeu libre entre imagination et entendement. Ainsi, un vers, un poème me fait rêver (imagination), mais il fait aussi penser (entendement). Ce jeu libre de l'esprit, qui rêve et pense en même temps, est plaisir (esthétique ), puisque le poème fait jouer des facultés. Quand je lis un poème, je pense et je rêve en même temps, et j'éprouve du plaisir. Si le poème ne me faisait que rêver, il n'y aurait pas réellement plaisir esthétique ; si le poème me faisait seulement penser, il n'y aurait pas plus de plaisir esthétique. J'ai du plaisir quand je travaille intellectuellement, mais, ce n'est pas un plaisir esthétique. Pour que l'on puisse réellement parler de plaisir esthétique, chez Kant, il faut qu'il y ait jeu libre entre l'imagination et l'entendement. Et comme ces facultés sont identiques chez tous les hommes, le plaisir esthétique est universel. Le beau unit les hommes.

### Simplicité de sujet et de forme
« Le but premier de ces poèmes a été de choisir des incidents de la vie ordinaire, de les relater ou de les décrire de bout en bout, autant que faire se pouvait, dans une langue délibérément conforme à celle que parlent réellement les gens. » (« The principal object of these poems was to choose incidents from common life and to relate them or describe them throughout, as far as was possible, in a selection of language really used by men »).
Cette simplicité recherchée conduit Wordsworth à privilégier les événements de la campagne : « La vie humble et rustique a en général été retenue […] puis parée d'une certaine couleur de l'imagination, si bien que les choses ordinaires se présentent à l'esprit sous un aspect insolite. » (« Humble and rustic life was generally chosen […] to throw over them a certain colouring of imagination, whereby ordinary things should be presented to the mind in an unusual aspect ».
Ainsi, la simplicité revêt les atours de l'imagination poétique, et cela, « […] pour suivre le chemin des lois primaires de notre nature » (« […] to trace the primary laws of our nature »).

### Communion avec les êtres, faculté d'émerveillement, thèmes poétiques
« Le poète se distingue d'abord des autres hommes par une plus grande promptitude à penser et à ressentir sans éprouver d'excitation immédiate, et aussi par sa faculté d'exprimer de la même manière les pensées et les sentiments qui l'animent. Cependant, ces passions et ces pensées sont les passions, les pensées et les sentiments qui animent tous les hommes. Et à quoi se rapportent-elles ? Sans le moindre doute à nos sentiments moraux et à nos sensations primitives […], aux fluctuations des éléments et aux différents aspects du monde sensible, avec ses tempêtes, ses ensoleillements, la mutation des saisons, le froid, la chaleur, la perte d'amis et de parents, la blessure et le ressentiment, la gratitude et l'espoir, la crainte et le chagrin. » (« The poet is chiefly distinguished from other men by a greater promptness to think and feel without immediate excitement and a greater power in expressing such thoughts and feelings as are produced in him in that manner. But these passions and thoughts and feelings are the general passions and thoughts and feelings of men. And with what are they connected? Undoubtedly with our moral sentiments and animal sensations […], with the operations of the elements and the appearances of the visible universe, with storm and sunshine, with the revolutions of the seasons, with cold and heat, with loss of friends and kindred, with injuries and resentments, gratitude and hope, with fear and sorrow. »).
Les thèmes choisis par Wordsworth relèvent de ce qu'il appelle animal sensations et moral sentiments, c'est-à-dire la perception de la nature dans ses aspects élémentaires et tous les sentiments et toutes les passions de l'homme.
Cette vision du monde sensible confère au poète un sense of wonder, cette « faculté d'émerveillement » lui permettant de pénétrer dans ce qu'il appelle « la vie des choses » (the life of things).
Il s'agit d'une forme de réalisme qui conduit à une expérience quasi mystique, une transcendance se révélant au poète qui devient l'interprète de Dieu auprès des hommes.

### Le style poétique
Il est d’abord le rejet de la diction poétique du XVIIIe siècle qui est vue comme « l'adoption automatique de figures de style […], une phraséologie étrangère à la conversation usuelle […], une diction de plus en plus corrompue, une mascarade bariolée de tours de passe passe, de mièvrerie, de hiéroglyphes et d'énigmes » (« a mechanical adoption of figures of speech […], a phraseology that was not heard in ordinary conversation […], a diction more and more corrupt, a motley masquerade of tricks, quaintness, hieroglyphics and enigmas […], a gaudiness and inane phaseology of many modern writers »
En conséquence, le poète se doit de définir un « véritable style » (true poetic style) : « Il n'existe ni ne saurait exister de différence majeure entre le langage de la prose et la composition poétique. […] Je n'ai eu de cesse de m'en tenir à mon sujet. En conséquence, ces poèmes sont très près de la véracité dans leurs descriptions. […] J'ai effectué un choix dans la langue réellement parlée par des hommes habités par une vive sensation […] [et] je l'ai adaptée à un schéma métrique » (« There neither is nor can be any essential difference between the language of prose and metrical composition. […] I have at all times endeavoured to look steadily at my subject. Consequently, there is in these poems little falsehood of description. […] A selection of the real language of men in a state of vivid sensation […] by fitting to metrical arrangement ».

## Œuvres
L'œuvre poétique de Wordsworth est immense :
- Lyrical Ballads, with a Few Other Poems (1798): recueil publié en collaboration avec Samuel Taylor Coleridge en 1798. Ce recueil contient une grande partie de ses plus célèbres poèmes, dont Lines written in early Spring et Tintern Abbey.
  - Simon Lee
  - We Are Seven
  - Lines Written in Early Spring
  - Expostulation and Reply
  - The Tables Turned
  - The Thorn
  - Lines Composed A Few Miles above Tintern Abbey
- Lyrical Ballads, with Other Poems (1800): en tête de ce recueil, Wordsworth a rédigé une préface dans laquelle il énonce sa doctrine poétique.
  - Preface to the Lyrical Ballads
  - Strange fits of passion have I known
  - She Dwelt among the Untrodden Ways
  - Three years she grew
  - A Slumber Did my Spirit Seal
  - I travelled among unknown men
  - Lucy Gray
  - The Two April Mornings
  - Nutting: poème autobiographique de 56 vers.
  - The Ruined Cottage
  - Michael
- Poems, in Two Volumes (1807)
  - Resolution and Independence (1802)
  - I Wandered Lonely as a Cloud, également connu sous le titre Daffodils
  - My Heart Leaps Up
  - Ode: Intimations of Immortality (1803-1806)
  - Ode to Duty
  - The Solitary Reaper
  - Elegiac Stanzas
  - Composed upon Westminster Bridge, September 3, 1802
  - London, 1802
  - The world is too much with us
- The Excursion (1814)
- Ecclesiastical Sketches (1822)
- Le Prélude (1850, posthume) : autobiographie spirituelle en vers blancs, pentamètres iambiques non rimés.
- 3 poems / 3 poèmes, traduction de Jules Barbey d'Aurevilly.

## Un poème
She Dwelt Among th'Untrodden Ways  est le deuxième poème de l'ensemble de cinq dédié à Lucy, intitulé: The Lucy Poems. L'identité de Lucy demeure inconnue. Personnage réel, composite, semi fictif ou idéal de pureté ?
| She dwelt among th'untrodden ways Beside the springs of Dove, A Maid whom there were none to praise And very few to love; A violet by a mossy stone Half hidden from the eye! Fair as a star, when only one Is shining in the sky. She lived unknown, and few could know When Lucy ceased to be; But she is in her grave, and, oh, The difference to me! | « Elle habitait sur les vierges chemins « Auprès des sources de la Colombe. « Une pucelle avec personne pour la louer « Et bien peu pour l'aimer. « Violette près d'une pierre moussue « Presque dérobée à la vue, « Belle comme l'étoile qui seule « Luit au firmament. « Elle vivait inconnue et peu surent « Quant Lucy s'éteignit ; « Elle est dans sa tombe, et oh ! « Pour moi, quelle différence ! |

## Au cinéma
Splendor in the grass, le titre original du film d'Elia Kazan La Fièvre dans le sang (1961), est tiré des vers suivants de Wordsworth :
| Though nothing can bring back the hour Of splendour in the grass, of glory in the flower ; We will grieve not, rather find Strength in what remains behind | Bien que rien ne puisse ramener le temps De l'éclat de l'herbe, de la splendeur des fleurs ; Nous ne nous lamenterons pas, mais puiserons des forces dans ce qui en subsiste. |

Autre traduction :
Bien que rien ne puisse ramener l'heure de la splendeur dans l'herbe, de la gloire dans la fleur, nous ne nous affligerons pas, mais trouverons la force dans ce qu'il en subsiste.
C'est d'ailleurs sur ces mêmes vers que se termine le film, avec le visage et la voix off de Natalie Wood (qui partage l'affiche du film avec Warren Beatty).
Ce poème a été aussi utilisé dans la série Esprits criminels.

## Postérité
La première strophe de « The Wishing-Gate » (1828) en langue étrangère sert d’épigraphe dans la première édition d’Aspiration (追求) troisième volume de la trilogie Éclipse (1927-1928) de l'auteur chinois Mao Dun.
| Hope rules a land for ever green : All powers that serve the bright - eyed Queen Are confident and gay ; Clouds at her bidding disappear ; Points she to aught ? —— the bliss draws near, And Fancy smooths the way. | 希望统治着常青的国土： 诸神待候着明眸的皇后 显得自信而欢娱； 云霞顺从后命消释； 她可以所指？——幸福姗姗来迟， 幻想铺平了道路。 | "L’espérance règne sur une terre éternellement verte : "Tous les pouvoirs qui servent la Reine aux yeux lumineux "Sont confiants et joyeux ; "Les nuages à ses ordres disparaissent ; "Se fait-elle suggérer ? -le délice tout proche se dessine, "Et la Fantaisie adoucit le chemin. |